# 加田屋川
加田屋川（かたやがわ）は、埼玉県さいたま市の主に見沼区を流れる準用河川である。排水路化されているため加田屋排水路とも呼ばれる。公式には東宮下小学校脇より上流を「加田屋落都市下水路」といい、下流を「加田屋川」という。

## 地理
埼玉県さいたま市見沼区堀崎町付近に源を発し芝川と見沼代用水東縁の間を南東へ流れ、緑区大字南部領辻と緑区大字宮後の境界で芝川に合流する。
通常河川は下流に行くほど周辺地域は都市化するものだが、加田屋川の場合は反対である。見沼区堀崎町（これより上流は暗渠）から見沼区東宮下付近までは住宅街や団地内を流れ、コンクリートで固められた水路のような都市河川の様相であるが、東宮下付近から下流の膝子、染谷、片柳などは見沼田んぼとよばれる広大な緑地保存区域となっており、河川の見た目は田畑の中を流れる小川のようである。堀崎町より上流のほか、堀崎公園付近から大宮東図書館付近も暗渠となっている。

## 環境
かつてはウナギもいたという清流だったが、上流域の宅地化や団地の建設により下水が流入。水質は劇的に悪化し、周囲に異臭がするほど悪化した。現在は下水道も普及し加田屋川への汚水流入は減少したが、清流を取り戻すには遠く至っていない。見沼代用水東縁に平行する流域付近は首都圏に稀有な緑地帯なのだが、市街地に近いため不法投棄も多く、川への投棄もみられる。

## 名称の由来
この付近の見沼田んぼは見沼の一部であった「入江沼」を江戸の加田屋助右ェ門尚重が開発した町人請負新田であり「入江新田」と呼ばれていたが、助右衛門尚常による再開発の後に加田屋新田に変わり、河川名となった。

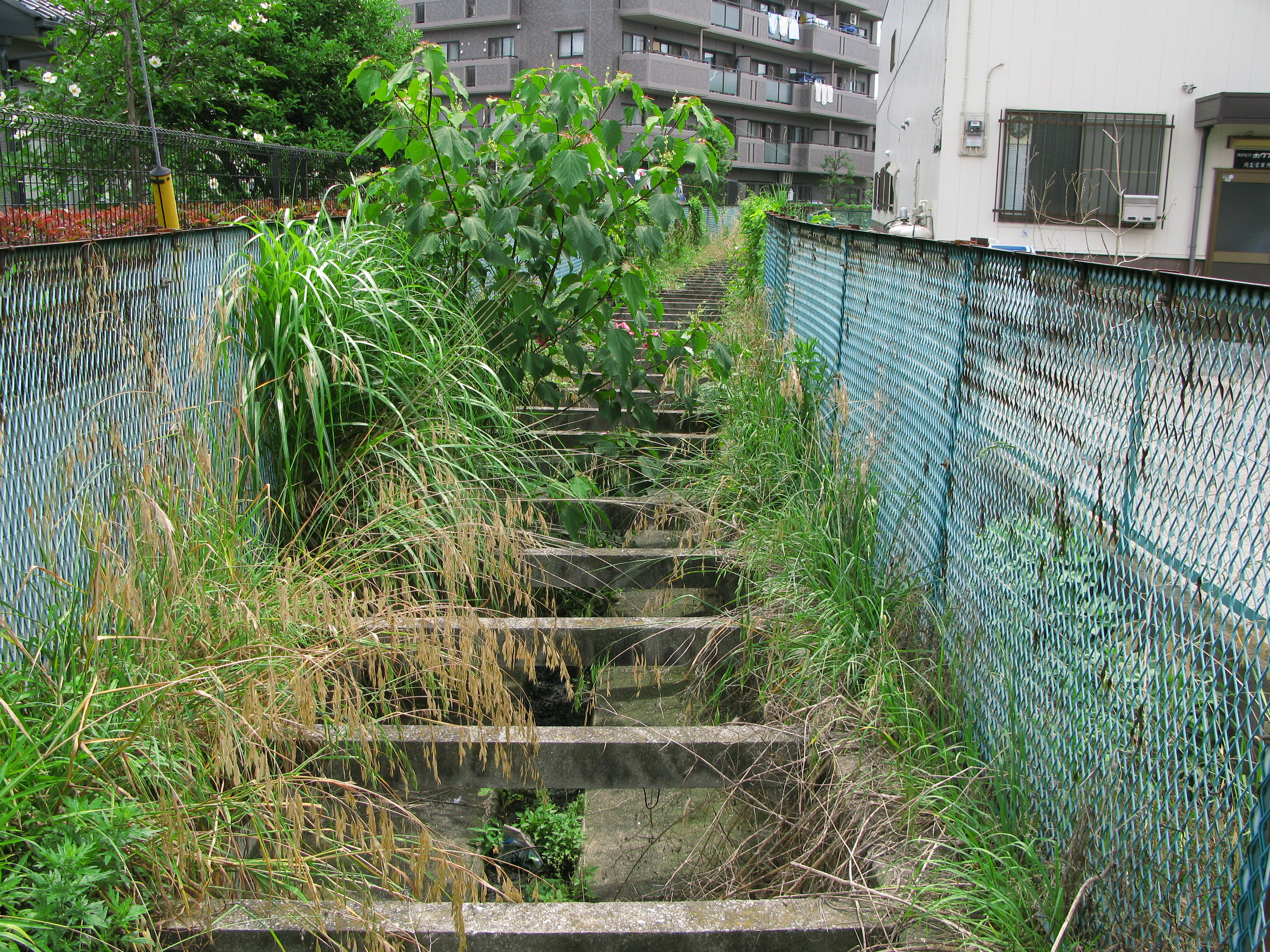
最上流。これより上流は暗渠。
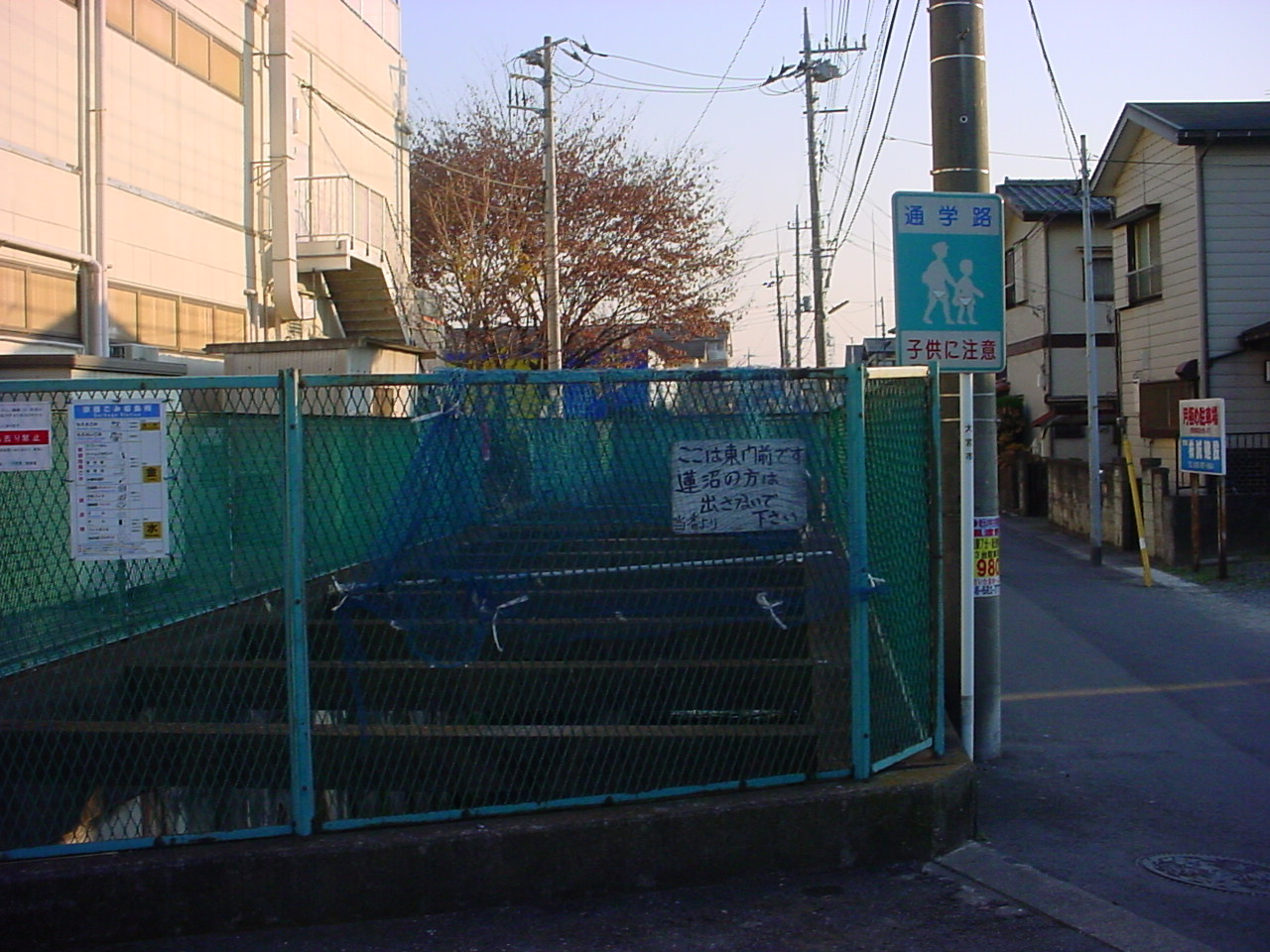
上流。見沼区東門前付近の住宅街を流れる
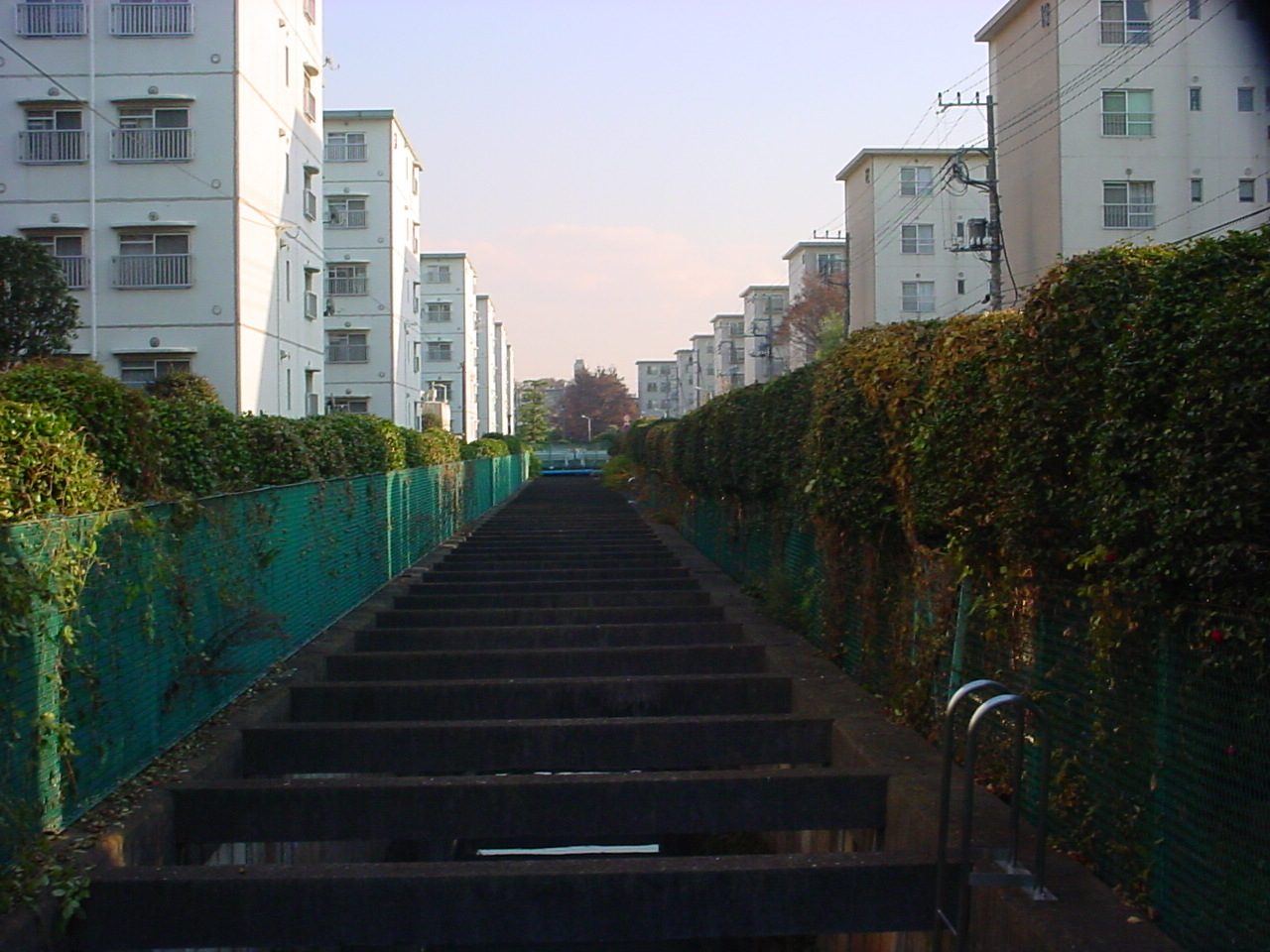
団地内を流れる。
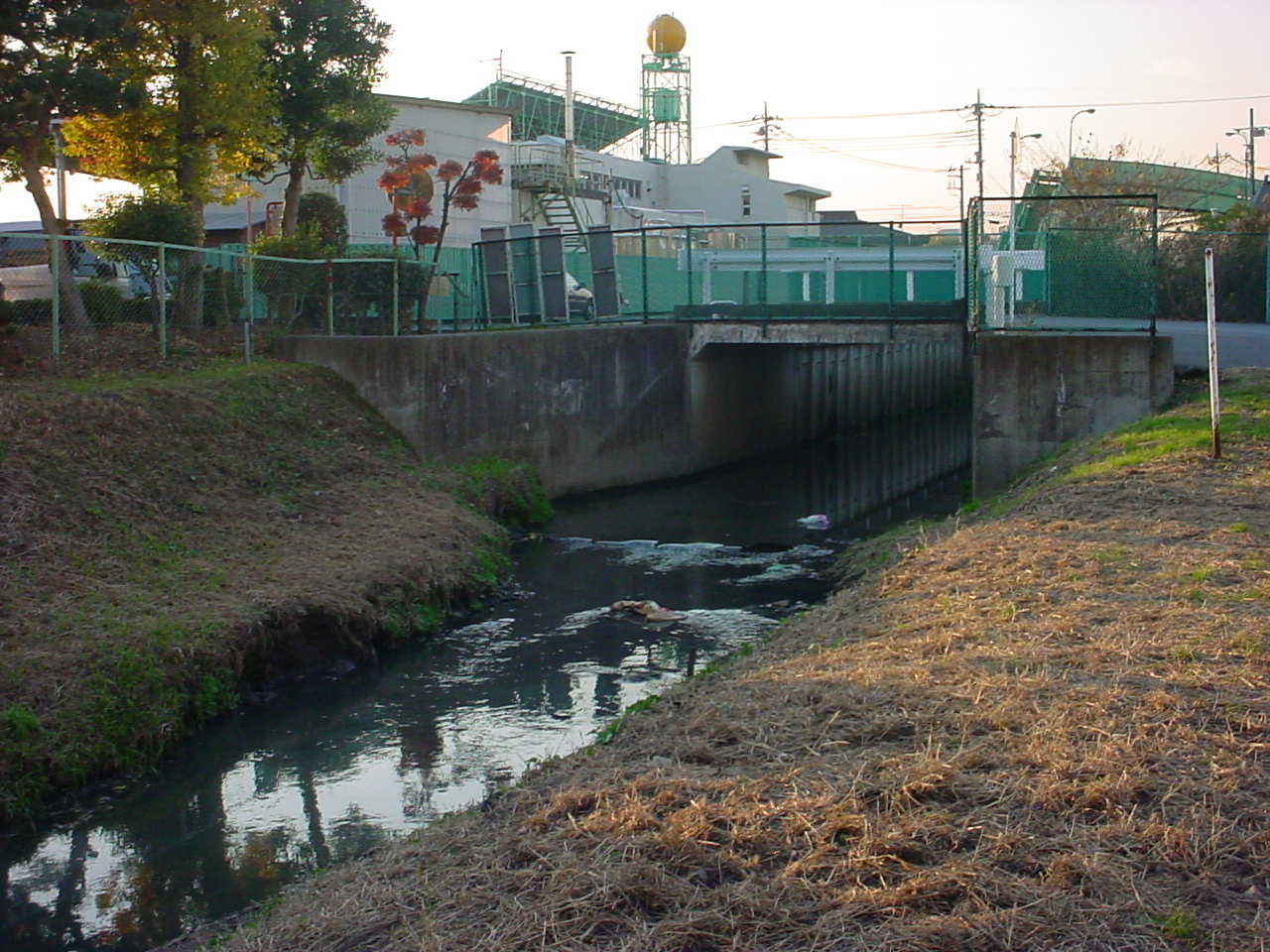
東宮下小学校脇。ここでコンクリートから自然の川となる
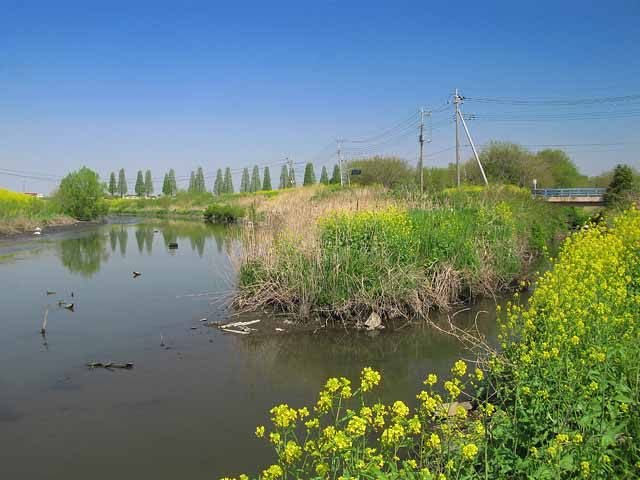
最下流。ここで芝川左岸に合流する。

## 橋梁
- （埼玉県道2号さいたま春日部線）
- （大谷中通り）
- （埼玉県道65号さいたま幸手線）
- （東楽園通り）
- 加田屋橋
- 山下橋
- （埼玉県道214号新方須賀さいたま線）
- 中野橋
- 加田屋橋（上流の加田屋橋と同名だが別）
- 葭野橋（加田屋川に架かる最下流の橋）
- 西福橋（内田川の橋）

橋は数多くあるが、名称のついたものは少ない。

## 支流
- 内田川
- 五斗蒔排水路